# Мишина, Елена Дмитриевна
Еле́на Дми́триевна Ми́шина (род. 27 мая 1957, город Свердловск, СССР) — советский, российский физик, доктор физико-математических наук, профессор, профессор кафедры наноэлектроники РТУ-МИРЭА. Лауреат Премии Ленинского комсомола (1988).

## Биография
Родилась 27 мая 1957 в Свердловске.
Окончила физический факультет МГУ имени М. В. Ломоносова (1980).
В 1980—1983 годы — учёба в аспирантуре физфака МГУ. С 1983 года — работа в РТУ-МИРЭА.
В 1984 году защитила диссертацию на соискание учёного звания кандидата физико-математических наук.
В 2004 году защитила диссертацию на соискание учёного звания доктора физико-математических наук по теме «Нелинейно-оптическая диагностика материалов микроэлектроники». Специальность 05.27.01 — Твердотельная электроника, радиоэлектронные компоненты, микро- и наноэлектроника, приборы на квантовых эффектах.
Заведующая лабораторией «Фемтосекундная оптика для нанотехнологий» кафедры наноэлектроники РТУ-МИРЭА.
Учёное звание — профессор (2013).
Подготовила 9 кандидатов наук.
Член редколлегии «Российского технологического журнала».
Ученый секретарь экспертного совета по физике ВАК.

## Научные интересы
- Фемтосекундная и терагерцовая оптика
- Взаимодействие лазерного излучения с веществом
- Физика твёрдого тела
- Сегнетоэлектричество
- Наноэлектроника

## Печатные труды

### Перечни публикаций
- Перечень публикаций в базе данных ИСТИНА
- Перечень публикаций в РИНЦ
- Перечень основных трудов на персональной странице на сайте МИРЭА

### Учебные пособия
- Бугрова А. И., Горбаренко В. А., Мишина Е. Д., Туснов Ю. И. Физика излучения. Атомная и ядерная физика. — М.: МИРЭА, 1996. — 80 с.
- Мишина Е. Д. (в соавторстве). Методы получения и исследования наноматериалов и наноструктур. Лабораторный практикум по нанотехнологиям / под ред. А. С. Сигова. — Учебное пособие. 5-е. — М.: Лаборатория знаний, 2017. — 187 с. — 2000 экз. — ISBN 978-5-00101-473-7.

## Соавтор патентов
- Патент РФ № 2359253: «Способ оптической регистрации быстропротекающих процессов»[10]
- Патент РФ № 2329094: «Мембрана на каркасе для нанофильтров и нанореакторов и способ её изготовления»[11][12]
- Патент РФ № 2610222: «Материал для фотопроводящих антенн»[13]

## Членство в диссертационных советах
- Д 212.263.09 ТвГУ[14]
- Д 212.131.02 МИРЭА[15]

## Награды
- Премия Ленинского комсомола (1988): за цикл работ «Новые методы нелинейно-оптической диагностики поверхности, границ раздела и поверхностных структур полупроводников и металлов»[2][16]
- Почётная грамота Министерства образования и науки
- Нагрудный знак «Почётный работник МИРЭА» 3-й степени[1][17]